# League of Ireland Premier Division (2022)
League of Ireland Premier Division 2022 (znana jako SSE Airtricity League Premier Division ze względów sponsorskich) – była 38. edycją najwyższej klasy rozgrywkowej piłki nożnej w Irlandii pod tą nazwą, a 102. mistrzowskimi rozgrywkami w ogóle.
Brało w niej udział 10 drużyn, które w okresie od 18 lutego 2022 do 6 listopada 2022 rozegrały 36 kolejek meczów. Sezon zakończył baraż o utrzymanie w Premier Division. Tytuł mistrzowski obroniła drużyna Shamrock Rovers zdobywając trzeci tytuł z rzędu, a dwudziesty w swojej historii.

## Drużyny
| Uczestnicy poprzedniej edycji | Uczestnicy poprzedniej edycji | Uczestnicy poprzedniej edycji | Uczestnicy poprzedniej edycji |
| --- | ----------------------------- | ----------------------------- | ----------------------------- |
| SHR | Shamrock Rovers               | Dublin                        | 1                             |
| STP | St. Patrick’s Athletic        | Dublin                        | 2                             |
| SRS | Sligo Rovers                  | Sligo                         | 3                             |
| DER | Derry City                    | Derry                         | 4                             |
| BOD | Bohemian F.C.                 | Dublin                        | 5                             |
| DUN | Dundalk F.C.                  | Dundalk                       | 6                             |
| DRU | Drogheda United               | Drogheda                      | 7                             |
| FHA | Finn Harps                    | Ballybofey                    | 8                             |
| Awans z First Division |                               |                               |                               |
| SHB | Shelbourne FC                 | Dublin                        | 1                             |
| po barażach |                               |                               |                               |
| UCD | University College Dublin     | Dublin                        | 3                             |
| Oznaczenia: - kolumna pierwsza – skróty nazw drużyn, - kolumna trzecia – siedziba klubu, - kolumna czwarta – miejsce zajęte w poprzednim sezonie. |                               |                               |                               |

## Tabela
| Lp. | Drużyna               | M  | Z  | R  | P  | B+ | B- | +/– | Pkt | Kwalifikacja lub spadek                               |
| --- | --------------------- | -- | -- | -- | -- | -- | -- | --- | --- | ----------------------------------------------------- |
| 1   | Shamrock Rovers (M)   | 36 | 24 | 7  | 5  | 61 | 22 | +39 | 79  | Liga Mistrzów UEFA • I runda kwalifikacyjna           |
| 2   | Derry City (P)        | 36 | 18 | 12 | 6  | 53 | 27 | +26 | 66  | Liga Konferencji Europy UEFA • I runda kwalifikacyjna |
| 3   | Dundalk               | 36 | 18 | 12 | 6  | 53 | 30 | +23 | 66  | Liga Konferencji Europy UEFA • I runda kwalifikacyjna |
| 4   | St Patrick's Athletic | 36 | 18 | 7  | 11 | 57 | 37 | +20 | 61  | Liga Konferencji Europy UEFA • I runda kwalifikacyjna |
| 5   | Sligo Rovers          | 36 | 13 | 10 | 13 | 47 | 44 | +3  | 49  |                                                       |
| 6   | Bohemians             | 36 | 12 | 10 | 14 | 45 | 46 | −1  | 46  |                                                       |
| 7   | Shelbourne            | 36 | 10 | 11 | 15 | 40 | 49 | −9  | 41  |                                                       |
| 8   | Drogheda United       | 36 | 9  | 11 | 16 | 34 | 58 | −24 | 38  |                                                       |
| 9   | UCD (B, O)            | 36 | 6  | 8  | 22 | 28 | 67 | −39 | 26  | Baraż o Premier Division                              |
| 10  | Finn Harps (S)        | 36 | 4  | 8  | 24 | 33 | 71 | −38 | 20  | Spadek do First Division                              |

## Wyniki
| Gospodarz \ Gość      | BOH | DER | DRO | DUN | FHA | STP | SHM | SHE | SLI | UCD | BOH | DER | DRO | DUN | FHA | STP | SHM | SHE | SLI | UCD |
| --------------------- | --- | --- | --- | --- | --- | --- | --- | --- | --- | --- | --- | --- | --- | --- | --- | --- | --- | --- | --- | --- |
| Bohemians             |     | 1–2 | 1–1 | 2–2 | 2–2 | 1–0 | 1–3 | 1–1 | 2–1 | 3–0 |     | 2–3 | 0–1 | 0–1 | 2–2 | 1–3 | 1–0 | 1–0 | 3–1 | 1–0 |
| Derry City            | 1–1 |     | 2–0 | 1–2 | 2–2 | 2–1 | 2–1 | 1–2 | 0–0 | 7–1 | 1–0 |     | 1–1 | 0–1 | 3–0 | 0–0 | 0–0 | 1–1 | 1–0 | 3–0 |
| Drogheda United       | 1–1 | 1–1 |     | 1–0 | 3–1 | 0–4 | 1–0 | 0–2 | 0–3 | 4–2 | 0–1 | 1–1 |     | 1–0 | 2–0 | 0–2 | 1–1 | 3–1 | 0–0 | 1–1 |
| Dundalk               | 3–1 | 2–2 | 4–1 |     | 3–0 | 1–0 | 0–0 | 2–1 | 2–1 | 2–0 | 2–1 | 1–1 | 2–0 |     | 3–0 | 1–2 | 1–0 | 0–0 | 3–3 | 3–0 |
| Finn Harps            | 1–1 | 1–2 | 2–2 | 0–1 |     | 0–2 | 0–3 | 1–0 | 0–1 | 0–1 | 0–2 | 1–2 | 3–0 | 1–2 |     | 2–2 | 0–1 | 1–1 | 3–2 | 1–3 |
| St Patrick's Athletic | 3–0 | 0–4 | 1–1 | 0–0 | 2–0 |     | 1–0 | 1–2 | 1–2 | 2–0 | 3–1 | 0–1 | 3–0 | 1–1 | 2–1 |     | 1–2 | 4–0 | 1–0 | 2–1 |
| Shamrock Rovers       | 1–0 | 1–0 | 3–1 | 1–0 | 3–1 | 1–0 |     | 2–0 | 2–2 | 3–0 | 1–0 | 1–0 | 1–1 | 3–0 | 5–1 | 4–1 |     | 3–2 | 3–1 | 1–0 |
| Shelbourne            | 1–4 | 0–1 | 1–0 | 1–1 | 0–3 | 0–3 | 1–2 |     | 2–1 | 2–0 | 1–1 | 0–1 | 6–0 | 0–0 | 3–1 | 4–4 | 0–0 |     | 0–2 | 1–1 |
| Sligo Rovers          | 0–1 | 2–1 | 3–2 | 0–0 | 3–1 | 1–1 | 1–1 | 0–1 |     | 2–2 | 2–1 | 0–0 | 2–0 | 0–3 | 3–0 | 1–0 | 1–3 | 3–1 |     | 0–2 |
| UCD                   | 1–1 | 0–2 | 0–2 | 2–2 | 0–0 | 1–2 | 0–3 | 0–0 | 1–1 |     | 1–3 | 0–1 | 2–1 | 3–2 | 2–1 | 1–2 | 0–2 | 0–2 | 0–2 |     |

1. ↑  Mecz 19. kolejki zweryfikowany jako walkower dla Dundalk. Drużyna Sligo Rovers wystawiła nieuprawnionego zawodnika. Wynik na boisku 2-0.[4]

## Baraż o Premier Division
UCD wygrał 1-0 z Waterford finał baraży o miejsce w Premier Division na sezon 2023.
|  |                         |                         |                         |                         |                         |   |     |                      |                      |                      |           |   |              |              |              |
|  | First Division półfinał | First Division półfinał | First Division półfinał | First Division półfinał | First Division półfinał |   |     | First Division finał | First Division finał | First Division finał |           |   | Finał baraży | Finał baraży | Finał baraży |
|  | First Division półfinał | First Division półfinał | First Division półfinał | First Division półfinał | First Division półfinał |   |     | First Division finał | First Division finał | First Division finał |           |   | Finał baraży | Finał baraży | Finał baraży |
|  |                         |                         |                         |                         |                         |   |     |                      |                      |                      |           |   |              |              |              |
|  |                         |                         |                         |                         |                         |   |     |                      |                      |                      |           |   |              |              |              |
|  | 4                       | Longford Town           | 2                       | 0                       | 2                       | 9 | UCD | 1                    |                      |                      |           |   |              |              |              |
|  | 4                       | Longford Town           | 2                       | 0                       | 2                       | 9 | UCD | 1                    |                      |                      |           |   |              |              |              |
|  | 3                       | Galway United           | 2                       | 3                       | 5                       |   |     |                      |                      | 2                    | Waterford | 0 |              |              |              |
|  | 3                       | Galway United           | 2                       | 3                       | 5                       |   |     | 3                    | Galway United        | 2                    | Waterford | 0 | 0            |              |              |
|  |                         |                         |                         |                         |                         |   |     | 3                    | Galway United        |                      |           |   |              |              |              |
|  |                         |                         | 2                       | Waterford               | 3                       |   |     |                      |                      |                      |           |   |              |              |              |
|  | 5                       | Treaty United           | 2                       | Waterford               | 3                       | 1 | 3   | 4                    |                      |                      |           |   |              |              |              |
|  | 5                       | Treaty United           |                         |                         |                         |   |     | 4                    |                      |                      |           |   |              |              |              |
|  | 2                       | Waterford               | 4                       | 3                       | 7                       |   |     |                      |                      |                      |           |   |              |              |              |
|  | 2                       | Waterford               | 4                       | 3                       | 7                       |   |     |                      |                      |                      |           |   |              |              |              |

| 26 października 2022 | Longford Town           | 2:2   | Galway United       |                                                |
| 20:45                | Jordan Adeyemo 29', 54' | (1:0) | 49', 61' Mikie Rowe | Bishopsgate, Longford Sędzia: Kevin O'Sullivan |

| 30 października 2022 | Galway United                                        | 3:0   | Longford Town |                                                |
| 17:00                | David Hurley 24' · Mikie Rowe 90' · Rob Manley 90+3' | (1:0) |               | Terryland Park, Galway Sędzia: Damien McGraith |

| 26 października 2022 | Treaty United       | 1:4   | Waterford                                                                   |                                                   |
| 20:45                | Enda Curran 62' (k) | (0:2) | 5', 29' Phoenix Patterson · 70' Junior Quitirna · 90+4' (sam.) Sean Guerins | Markets Field, Garryowen Sędzia: Damien MacGraith |

| 19 października 2022 | Waterford                                                            | 3:3   | Treaty United                                |                                                                               |
| 20:45                | Timi Sobowale 22' · Wassim Aouachria 49' (k) · Phoenix Patterson 54' | (1:3) | 9' (k), 25' (k) Mark Ludden · 28' Lee Molloy | Waterford Regional Sports Centre, Waterford Widzów: 2 585 Sędzia: Paul Norton |

| 4 listopada 2022 | Galway United | 0:3   | Waterford                                        |                                                |
| 20:45            |               | (0:2) | 9', 80' Junior Quitirna · 45+5' Wassim Aouachria | Markets Field, Garryowen Sędzia: Alan Patchell |

| 11 listopada 2022 | UCD                | 1:0   | Waterford |                                                        |
| 20:45             | Tommy Lonergan 15' | (1:0) |           | Richmond Park, Dublin Widzów: 2 781 Sędzia: Rob Harvey |

## Najlepsi strzelcy
| Bramki | Strzelcy        | Drużyna               |
| ------ | --------------- | --------------------- |
| 18     | Aidan Keena     | Sligo Rovers          |
| 14     | Eoin Doyle      | St Patrick’s Athletic |
| 11     | Graham Burke    | Shamrock Rovers       |
| 11     | Jamie McGonigle | Derry City            |
| 11     | Sean Boyd       | Shelbourne            |
| 10     | Will Patching   | Derry City            |
| 10     | Rory Gaffney    | Shamrock Rovers       |
| 9      | Patrick Hoban   | Dundalk               |
| 8      | Dawson Devoy    | Bohemians             |

Źródło: 

## Stadiony
| Bohemians       |
| --------------- |
| Dalymount Park  |
| Pojemność: 3640 |
|                 |

| Derry City         |
| ------------------ |
| Brandywell Stadium |
| Pojemność: 3700    |
|                    |

| Drogheda United  |
| ---------------- |
| Hunky Dorys Park |
| Pojemność: 3500  |
|                  |

| Dundalk         |
| --------------- |
| Oriel Park      |
| Pojemność: 4500 |
|                 |

| Finn Harps      |
| --------------- |
| Finn Park       |
| Pojemność: 6000 |
|                 |

| St Patrick’s Athletic |
| --------------------- |
| Richmond Park         |
| Pojemność: 5340       |
|                       |

| Shamrock Rovers  |
| ---------------- |
| Tallaght Stadium |
| Pojemność: 8000  |
|                  |

| Shelbourne      |
| --------------- |
| Tolka Park      |
| Pojemność: 4400 |
|                 |

| Sligo Rovers    |
| --------------- |
| Showgrounds     |
| Pojemność: 3873 |
|                 |

| UCD             |
| --------------- |
| UCD Bowl        |
| Pojemność: 3000 |
|                 |

Źródło: 